# دیمیترو یوسوف
دیمیترو یوسوف (اوکراینی: Дмитро Олександрович Юсов؛ زادهٔ ۱۱ مهٔ ۱۹۹۳) بازیکن فوتبال اهل اوکراین است.
از باشگاه‌هایی که در آن بازی کرده‌است می‌توان به باشگاه فوتبال داچیا کیشیناو، باشگاه فوتبال متالورگ زاپروژیا، باشگاه فوتبال تورپیدو-بلاز ژودزینا، باشگاه فوتبال چورنومورتس اودسا، و باشگاه فوتبال باته بوریسف اشاره کرد.
وی همچنین در تیم ملی فوتبال زیر ۲۱ سال اوکراین بازی کرده‌است.